# Pilkington Glass Championships 1986
Pilkington Glass Championships 1986 — жіночий тенісний турнір, що проходив на кортах з трав'яним покриттям Devonshire Park Lawn Tennis Club в Істборні (Англія) в рамках Туру WTA 1986. Відбувсь удванадцяте і тривав з 16 до 21 червня 1986 року. Перша сіяна Мартіна Навратілова здобула титул в одиночному розряді, свій п'ятий підряд і шостий загалом на цьому турнірі.

## Фінальна частина

### Одиночний розряд
Мартіна Навратілова —  Гелена Сукова 3–6, 6–3, 6–4
- Для Навратілової це був 6-й титул в одиночному розряді за сезон і 117-й — за кар'єру.

### Парний розряд
Мартіна Навратілова /  Пем Шрайвер —  Клаудія Коде-Кільш /  Гелена Сукова 6–2, 6–4